# Formica longipilosa
Formica longipilosa é uma espécie de formiga do gênero Formica, pertencente à subfamília Formicinae.